# Héctor Daer
Héctor Ricardo Daer (Buenos Aires, 30 de octubre de 1961) es un dirigente sindical argentino, perteneciente a la Federación de Asociaciones de Trabajadores de la Sanidad de Argentina (FATSA) y a la Confederación General del Trabajo. En 2016 fue elegido como uno de los miembros del triunvirato que dirige la CGT. Políticamente, Daer pertenece al Partido Justicialista e integra desde 2018 la Mesa de Acción Política de dicho partido, en representación del movimiento obrero. Internacionalmente, es presidente desde 2018 de la rama americana del Sindicato Global UNI (UNI Américas), que reúne a los sindicatos de trabajadores de servicios de todo el mundo.

## Biografía
Héctor Daer nació en el Conjunto Urbano Lugano I y II, en la ciudad de Buenos Aires, el 30 de octubre de 1961. Se recibió de técnico electromecánico en la Escuela Nacional de Educación Técnica (ENET) Nº 23. Estudió las carreras de Ingeniería y Derecho (18 materias), sin finalizarlas.
Comenzó su militancia activa en el sindicalismo mientras trabajaba en un laboratorio. En 1985 fue elegido como delegado general de los trabajadores del laboratorio desempeñándose hasta 1993. El 26 de noviembre de 1992, encabezó la lista Celeste y Blanca, en las elecciones del Sindicato de Trabajadores de las Sanidad de Argentina (ATSA), siendo elegido como secretario gremial, cargo en el que fue reelegido en 1996 ,y como secretario general en el año 2000, 2004, 2008, 2012, 2016 y 2020. Como secretario general de ATSA, integra el Consejo Directivo de la Federación Argentina de Trabajadores de la Salud de Argentina (FATSA), donde fue elegido como Secretario General. 
Internacionalmente, Daer es presidente desde 2018 de la rama americana del Sindicato Global UNI, que reúne a los sindicatos de trabajadores de servicios de todo el mundo.
Políticamente, Daer pertenece al Partido Justicialista e integra desde 2018 la Mesa de Acción Política de dicho partido, en representación del movimiento obrero.